# Стрессовое интервью
Стрессовое интервью — это собеседование, на котором кандидата пытаются вывести из равновесия, поставить в ситуацию, когда он почувствует себя некомфортно или же просто сделать то, к чему соискатель не готов.
Используется при приёме на должность, предполагающую большое количество стрессовых ситуаций — топ-менеджер, менеджер по продажам, рекламный или страховой агент. Также оно оправдано в случае, если компания развивается столь стремительно, что нужно быть постоянно готовым к смене условий. По сути, наличие стрессового интервью — это своего рода индикатор напряженной, стрессовой работы в этой компании.
Примерами стрессового интервью могут служить:
- разговор на повышенных тонах;
- быстрый темп разговора — постоянные вопросы, едва соискатель ответит, ему сразу же задают следующий вопрос, не связанный с первым;
- вопросы о личной жизни кандидата;
- разговор на ходу;
- постоянные помехи во время интервью, присутствие посторонних людей.